# Антошкин, Александр Григорьевич
Александр Григорьевич Антошкин (20 мая 1956, с. Юрловка, Инзенский район, Ульяновская область, РСФСР — 10 февраля 2017, Москва, Российская Федерация) — российский дипломат, заместитель директора Департамента информационного обеспечения МИД РФ (2013—2017), лауреат Государственной премии Российской Федерации.

## Биография
С 1973 по 1974 гг. служил в Советской армии.
В 1983 г. окончил Московский институт радиотехники, электроники и автоматики, в 1994 г. — аспирантуру при Московском государственном открытом университете (1994). Кандидат технических наук (1994, тема диссертации «Предотвращение автоколебательных режимов шахтных высоконапорных насосов»).
С 1987 г. работал в МИД СССР и Российской Федерации. Классный чин — действительный государственный советник Российской Федерации 3 класса, дипломатический ранг — атташе.
Работал в загранкомандировках:
- 1991—1993 гг. — Посольство России в Японии;
- 1996—1998 гг. — Посольство России во Франции;
- 2002—2005 гг. — Посольство России в Норвегии;
- 2008—2013 гг. — Постоянное представительство России при международных организациях в Вене, Австрия.

С сентября 2013 г. — заместитель директора Департамента информационного обеспечения.

## Награды и премии
Лауреат Государственной премии Российской Федерации в области науки и техники (2001).